# Mistrzostwa Europy w Wioślarstwie 1958
48. Mistrzostwa Europy w Wioślarstwie odbyły się w dniach 22–31 sierpnia 1958 r. w Poznaniu. Mężczyźni rywalizowali w 7, a kobiety w 5 konkurencjach wioślarskich na pobliskim torze regatowym Malta na Jeziorze Maltańskim. 

## Medaliści

### Mężczyźni
| Konkurencja                 | Złoto | Czas   | Srebro | Czas   | Brąz | Czas   | Źródło |
| --------------------------- | --- | ------ | --- | ------ | --- | ------ | ------ |
| M1x (jedynka)               | Stuart MacKenzie | 7:58.7 | Klaus von Fersen | 8:06.0 | Wiaczesław Iwanow | 8:11.0 | [ 1 ]  |
| M2x (dwójka podwójna)       | ZSRR Aleksandr Bierkutow · Jurij Tiukałow | 7:10.7 | Francja René Duhamel · Bernard Monnereau | 7:13.2 | RFN Thomas Schneider · Friedrich-Wilhelm Sidow | 7:16.5 | [ 2 ]  |
| M2- (dwójka bez sternika)   | Finlandia Veli Lehtelä · Toimi Pitkänen | 7:52.4 | RFN Gerd Cintl · Horst Effertz | 7:53.8 | Rumunia Ștefan Kurecska · Carol Vereș | 8:02.5 | [ 3 ]  |
| M2+ (dwójka ze sternikiem)  | RFN Klaus Riekemann · Hans-Joachim Berendes · Hans-Dieter Maier (sternik) | 8:11.8 | Włochy Renzo Ostino · Giovanni Anselmi · Vincenzo Bruno (sternik) | 8:17.9 | Szwajcaria Gottfried Kottmann · Rolf Streuli · Werner Ehrensperger (sternik)                                                                                                   | 8:22.7 | [ 4 ]  |
| M4- (czwórka bez sternika)  | RFN Hans Lenk · Manfred Rulffs · Kraft Schepke · Karl-Heinz Hopp | 7:00.8 | Rumunia Ștefan Kurecska · Gheorghe Riffelt · Iuliu Sehovitz · Carol Vereș | 7:07.0 | Czechosłowacja Luděk Musil · René Líbal · Miroslav Jíška · Jindřich Blažek | 7:08.5 | [ 5 ]  |
| M4+ (czwórka ze sternikiem) | RFN Georg Niermann · Friedrich Arfmann · Heinz-Werner Kollmann · Albrecht Wehselau · Gerd Jürgenbehring (sternik)                                                             | 7:29.3 | Rumunia Ion Boicu · Carol Kiss · Ion Bulugioiu · Tudor Bompa · Ștefan Lupu (sternik)                                                                                               | 7:34.1 | Jugosławia Nikola Čupin · Antun Ivanković · Željko Plašćar · Branko Vuletić · Antun Butković (sternik)                                                                         | 7:34.2 | [ 6 ]  |
| M8+ (ósemka)                | Włochy Romano Sgheiz · Alberto Winkler · Attilio Cantoni · Fulvio Balatti · Ellero Borgnolo · Giampiero Gilardi · Giovanni Zucchi · Giuseppe Moioli · Ivo Stefanoni (sternik) | 6:19.5 | Stany Zjednoczone John B. Kelly Jr. · Bill Knecht · George Herman · Paul Ignas · George Coleman · Gerald Heffernan · Harry Halloren · David Wilmerding · Allen Rosenberg (sternik) | 6:22.7 | ZSRR Boris Fiodorow · Gieorgij Guszczenko · Jurij Popow · Gieorgij Briułgart · Jarosław Czerstwyj · Anatolij Antonow · Jurij Rogozow · Oleg Wasiljew · Jurij Polakow (sternik) | 6:25.6 | [ 7 ]  |

### Kobiety
| Konkurencja                           | Złoto | Czas   | Srebro | Czas   | Brąz | Czas   | Źródło        |
| ------------------------------------- | --- | ------ | --- | ------ | --- | ------ | ------------- |
| W1x (jedynka)                         | Kornélia Pap | 3:50.9 | Eva Sika | 3:51.5 | Ursula Vogt | 3:53.0 | [ 8 ]         |
| W2x (dwójka podwójna)                 | ZSRR Zoja Rakicka · Walentina Kalegina | 3:36.0 | Rumunia Maria Laub · Florica Ghiuzelea | 3:38.6 | Czechosłowacja Světla Bartáková · Hana Musilová | 3:40.3 | [ 9 ]         |
| W4x+ (czwórka podwójna ze sternikiem) | ZSRR Aleksandra Kulesowa · Inna Lisany · Nina Jegorowa · Swietłana Bielakowa · Tamara Sariecka (sternik)                                                                                   | 3:25.3 | NRD Brigitte Raue · Herta Weissig · Ruth Harre · Gisela Heiße · Carla Frister (sternik)                                                                                 | 3:26.0 | Węgry Istvánné Granek · Józsefné Raskó · Lászlóné Terelmes · Jánosné Kőszegi · Rudolfné Radványi (sternik)                                                                   | 3:31.3 | [ 10 ] [ 11 ] |
| W4+ (czwórka ze sternikiem)           | ZSRR Galina Goriełowa · Ełła Siergiejewa · Lidija Risowa · Walentina Tieriechowa · Wiktorija Dobrodiejewa (sternik)                                                                        | 3:29.2 | Rumunia Felicia Urziceanu · Rita Bonfert-Schob · Iulia Togănel · Márta Kardos · Ștefania Borisov (sternik)                                                              | 3:36.6 | Węgry Borbála Sebestyén · Zsuzsa Rakitay · Győzőné Lukachich · Ottoné Nagy · Antalné Benedek (sternik)                                                                       | 3:41.7 | [ 12 ]        |
| W8+ (ósemka)                          | ZSRR Irina Kamienkowa · Wiera Riebrowa · Zinaida Abramkina · Nadieżda Goncarowa · Nina Korobkowa · Lidija Zontowa · Zinaida Korotowa · Galina Goriełowa · Walentina Dobrodiejewa (sternik) | 3:10.3 | NRD Anita Blankenfeld · Ingeborg Peter · Ingeborg Bassler · Waltraud Dinter · Christl Langner · Marianne Schulze · Hella Schulz · Marianne Falk · Ursula Wiek (sternik) | 3:15.9 | Rumunia Iulia Togănel · Elza Oxenfeld · Felicia Urziceanu · Viorica Udrescu · Sonia Bălan · Rita Bonfert-Schob · Stela Georgescu · Márta Kardos · Ștefania Borisov (sternik) | 3:19.1 | [ 13 ] [ 11 ] |

## Klasyfikacja medalowa
| Miejsce | Reprezentacja     | Złoto | Srebro | Brąz | Razem |
| ------- | ----------------- | ----- | ------ | ---- | ----- |
| 1.      | ZSRR              | 5     | 0      | 2    | 7     |
| 2.      | RFN               | 3     | 2      | 2    | 7     |
| 3.      | Włochy            | 1     | 1      | 0    | 2     |
| 4.      | Węgry             | 1     | 0      | 2    | 3     |
| 5.      | Australia         | 1     | 0      | 0    | 1     |
| 5.      | Finlandia         | 1     | 0      | 0    | 1     |
| 7.      | Rumunia           | 0     | 4      | 2    | 6     |
| 8.      | NRD               | 0     | 2      | 0    | 2     |
| 9.      | Austria           | 0     | 1      | 0    | 1     |
| 9.      | Francja           | 0     | 1      | 0    | 1     |
| 9.      | Stany Zjednoczone | 0     | 1      | 0    | 1     |
| 12.     | Czechosłowacja    | 0     | 0      | 2    | 2     |
| 13.     | Jugosławia        | 0     | 0      | 1    | 1     |
| 13.     | Szwajcaria        | 0     | 0      | 1    | 1     |
| Razem   | Razem             | 12    | 12     | 12   | 36    |